# 521 v.Chr.
Het jaar 521 v.Chr. is een jaartal volgens de christelijke jaartelling.

## Gebeurtenissen

### Perzië
- maart - Cambyses II, koning van het Perzische Rijk komt onder voor ons onduidelijke omstandigheden om het leven. De magiër Gaumata beweert de zoon van Cyrus II te zijn, die Smerdis heette.
- september - Darius beweert met de hulp van Ahuramazda "Smerdis" als usurpator te hebben verslagen. Hij vestigt zijn residentie en regeringsburelen in Susa.
- Darius I verovert Babylon en laat Nebukadnezar III terechtstellen.
- Darius I weet meedogenloos de opstanden in Babylonië en Sagartië te onderdrukken.

## Geboren
- Leonidas I (521 v.Chr. - 480 v.Chr.), koning van Sparta en held van Thermopylae